# Холл, Анна Мария
Анна Мария Холл (урождённая Филдинг; англ. Anna Maria Hall; 6 января 1800, Дублин — 30 января 1881, Molesey, Суррей) — английская и ирландская писательница, журналистка, детская писательница, редактор, феминистка и благотворительница. В «ЭСБЕ», вероятно ошибочно, она описывается как Анна Мария Галль, по фамилии мужа «Галль (Самуэль Картер Hall, 1800—89)», который на самом деле тоже был Холл.
Писательница также известна под псевдонимом «Mrs. S.C. Hall».

## Биография
Анна Мария Филдинг родилась 6 января 1800 года в столице Ирландии городе Дублине, но уехала из Ирландии в Англию совсем юной. Она жила со своей матерью, вдовой по имени Сара Элизабет Филдинг, и отчимом Джорджем Карром из Грейги (Уэксфорд) до 1815 года. Дочь приехала в Англию со своей матерью в 1815 году.
Анна Мария была получила образование в Reading Abbey Girls' School, которая, по словам Мэри Рассел Митфорд, «умела делать из своих учениц поэтесс». В школе она познакомилась с будущими грандами английской литературы, такими как Розина Дойл Уилер (англ. Rosina Doyle Wheeler), позже Розина Бульвер-Литтон; Кэролайн Посонби (англ. Caroline Posonby), позже леди Кэролайн Лэм; поэт Летиция Элизабет Лэндон («L.E.L.»); и Эмма Робертс, писательница-путешественница.

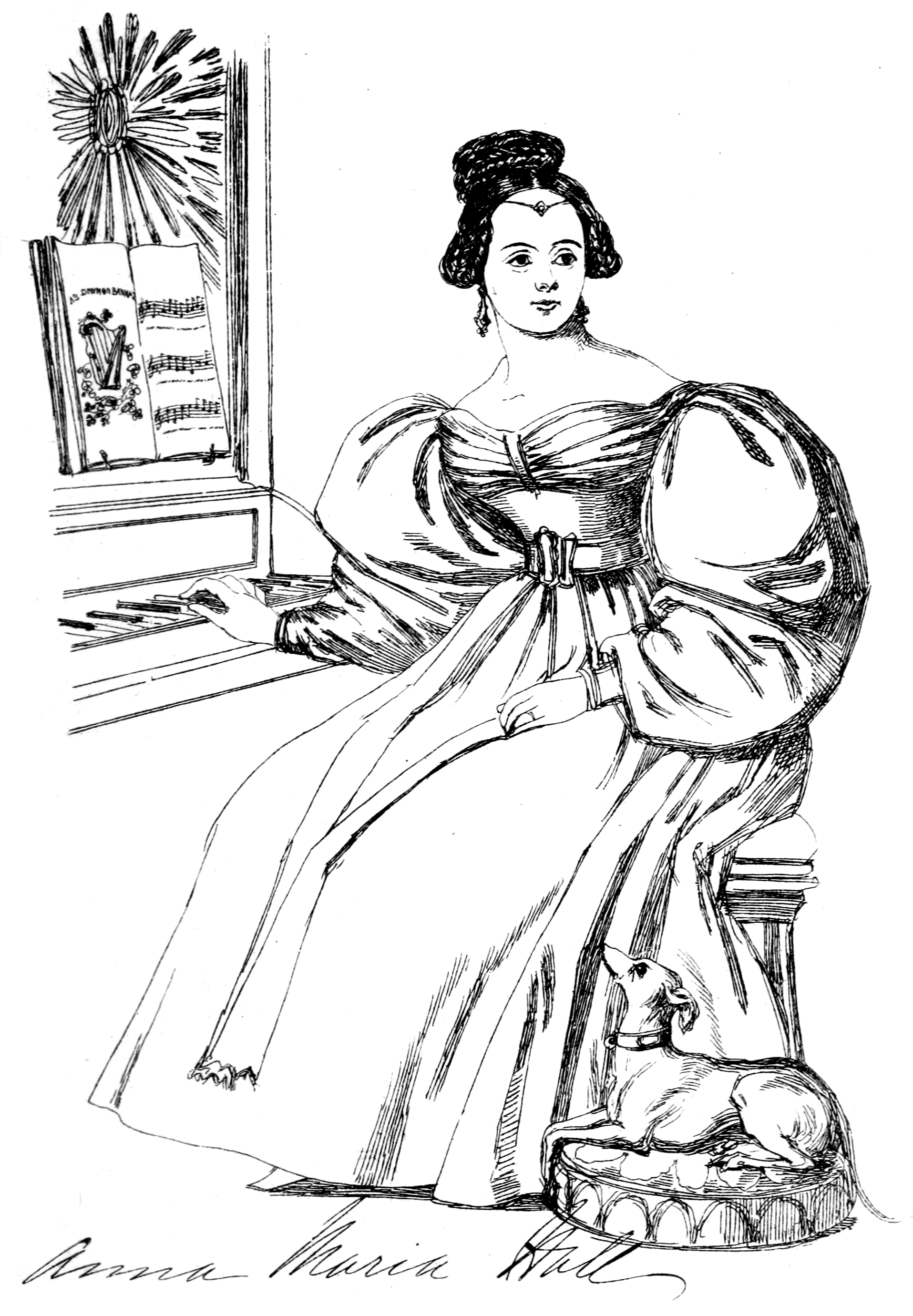
Анна Мария Холл

20 сентября 1824 года она вышла замуж за адвоката и писателя-искусствоведа Сэмюэля Картера Холла (англ. Samuel Carter Hall; 1800—1889), который описал ее в «Ретроспективе долгой жизни» с 1815 по 1883 год; её мать жила вместе с ними в Лондоне, пока она не умерла.
Первой пробой своих сил на литературном поприще стал ирландский очерк миссис Холл под названием «Мастер Бен», который появился в книге «Дух и нравы эпохи» в январе 1829 года. Затем последовали другие сказки. В конце концов они были собраны в сборник под названием «Очерки ирландского характера, 1829 год», и с тех пор она стала профессиональным писателем. В следующем году она выпустила томик для детей «Хроники школьной комнаты», состоящий из серии сказок.
В 1831 году Холл опубликовала вторую серию «Очерков ирландского характера», полностью аналогичную первой, которая также была хорошо принята читателями и критиками. Первый из ее девяти романов, «Буканьер» 1832 года, представляет собой рассказ о временах Протектората, и Оливер Кромвель входит в число его персонажей. В «The New Monthly Magazine», который редактировал ее муж, она опубликовала статьи «Огни и тени ирландской жизни», которые были переизданы в трех томах в 1838 году. Главный рассказ в этом сборнике, «Рощи Бларни», был инсценирован, со значительным успехом, автором с целью создать персонажа для Тайрона Пауэра и шёл целый сезон в Адельфи в 1838 году. Холл также написала «Французского беженца», поставленного в Театре Сент-Джеймс в 1836 году, где он шел девяносто ночей и для того же театра «Проклятие Мэйбл», в котором Джон Притт Харли сыграл главную роль.

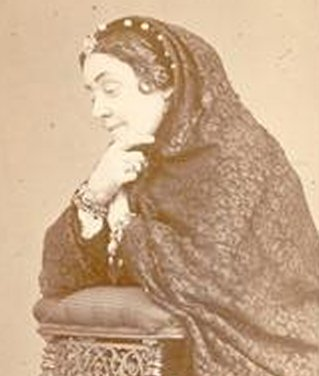
Анна Мария Холл (ок. 1875)

В 1840 году она выпустила то, что было названо лучшим из ее романов, «Мариан, или удача молодой девушки», в котором ее знание ирландского характера снова отображается в стиле, равном всему, написанному Марией Эджуорт.
Следующей ее работой была серия «Историй ирландского крестьянства», опубликованная в Эдинбургском журнале Чемберса и впоследствии опубликованная в виде сборника. В 1840 году она помогала своему мужу в написании книги, написанной в основном им самим, «Ирландия, её пейзажи, персонажи и т. д.» Она редактировала журнал «St. James’s Magazine» в 1862—1863 годах.
В 1849 году в «Художественном журнале», издаваемом ее мужем, она опубликовала «Паломничества к английским святыням», и здесь была опубликована одна из самых красивых её книг, «Сказка о любви в канун летнего солнцестояния». Одна из ее последних работ «Благословения и благословения» датированная 1875 годом, посвящена графу Шефтсбери и представляет собой сборник рассказов о воздержании, проиллюстрированных лучшими художниками туманного альбиона.

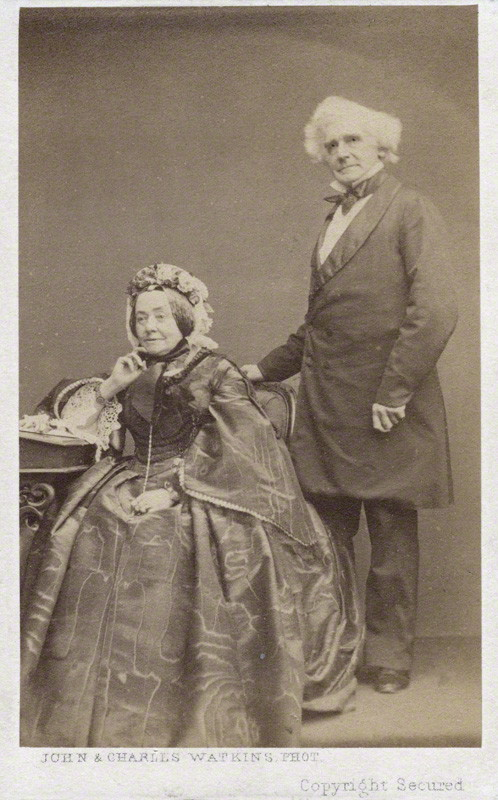
Супруги Холл, Сэмюэль Картер и Анна Мария Холлы (1860-е годы)

Зарисовки Холла о ее родной земле больше похожи на сказки Мэри Рассел Митфорд, чем на ирландские рассказы Джона Банима или Джеральда Гриффина. Они содержат прекрасные сельские описания и оживлены здоровым тоном нравственного чувства и тонким юмором. Её книги никогда не пользовались популярностью в Ирландии, поскольку она видела в каждой партии много похвалы и много порицания, так что ей не удалось угодить ни оранжистам, ни католикам.
10 декабря 1868 года ей была назначена пенсия по гражданскому списку в размере 100 фунтов стерлингов в год. Она сыграла важную роль в основании Больницы для больных чахоткой в Бромптоне (ныне Королевская больница Бромптона), Института гувернанток (позднее Благотворительного учреждения школьных хозяек и гувернанток), Дома для умерших джентльменов и Фонда Найтингейл (использовавшийся для создания Факультета сестринского дела и акушерства Флоренс Найтингейл) при Королевском колледже Лондона. Ее доброжелательность носила самый практический характер; она работала за воздержание, за права женщин, за одиноких и падших. Она дружила с уличными музыкантами и твердо верила в спиритизм; но эта вера не мешала ей оставаться набожной христианкой.
20 сентября 1874 года она вместе с супругом отметили 50-летие своей свадьбы.
Анна Мария Холл скончалась в Девон-Лодж (Ист-Моулси) 30 января 1881 года и была похоронена в Аддлстоне (примерно в 30 км к юго-западу от английской столицы) 5 февраля.